# Liste der denkmalgeschützten Objekte in Hörbranz
Die Liste der denkmalgeschützten Objekte in Hörbranz enthält die 11 denkmalgeschützten, unbeweglichen Objekte der Vorarlberger Marktgemeinde Hörbranz.

## Denkmäler
| Foto |                 | Denkmal                                                                                         | Standort                                         | Beschreibung | Metadaten |
| ---- | --------------- | ----------------------------------------------------------------------------------------------- | ------------------------------------------------ | --- | --- |
| ja   | Datei hochladen | Burgus Erlach (römischer Wachturm) HERIS-ID: 112261 Objekt-ID: 130336seit 2013                  | östlich Allgäustraße 89 Standort KG: Hörbranz    | 114 Meter von der ehemaligen Römerstraße Kempten–Bregenz entfernt wurden 1932 auf einer Anhöhe die Reste eines spätrömischen Grenzburgus aus dem 4. Jahrhundert n. Chr. freigelegt. Der aus Geschiebestein errichtete Bau hatte einen quadratischen Grundriss mit 12 m Seitenlänge, 1,55 m breite Fundamente und eine Mauerdicke von 1,3 bis 1,5 m. Die talwärts blickende Pforte war 1,45 m breit. Innen gab es einen Lehmfußboden und mehrere Kochstellen. Die archäologischen Befunde weisen darauf hin, dass das Bauwerk durch ein Feuer zerstört wurde. | BDA-Hist.: Q37830115 Status: Bescheid Stand der BDA-Liste: 2025-06-30 Name: Burgus Erlach (römischer Wachturm) GstNr.: 1696/1                                                                        |
| ja   | Datei hochladen | Bauernhaus HERIS-ID: 25746 Objekt-ID: 22191                                                     | Am Berg 6 Standort KG: Hörbranz                  | | BDA-Hist.: Q37896150 Status: Bescheid Stand der BDA-Liste: 2025-06-30 Name: Bauernhaus GstNr.: 1967 Bauernhaus Am Berg 6 (Hörbranz, Vorarlberg)                                                      |
| ja   | Datei hochladen | Kapelle hl. Rochus HERIS-ID: 4478 Objekt-ID: 323                                                | Am Giggelstein 3k Standort KG: Hörbranz          | Die rechteckige Kapelle mit eingezogenem 3⁄8-Chor und Glockendachreiter wurde im Jahr 1640 erbaut. Sie steht, vom Friedhof umgeben, auf einem Hang östlich oberhalb der Gemeinde. Das Relief der Kreuzabnahme im Innenraum stammt vom Anfang des 17. Jahrhunderts. | BDA-Hist.: Q37956960 Status: § 2a Stand der BDA-Liste: 2025-06-30 Name: Kapelle hl. Rochus GstNr.: .210, 1648 Kapelle hl. Rochus (Hörbranz, Vorarlberg)                                              |
| ja   | Datei hochladen | Bad Diezlings HERIS-ID: 246988seit 2023                                                         | Diezlinger Straße 52 Standort KG: Hörbranz       | Das 1816 erbaute Bad Dietzling ist ein Gasthaus, in dem bis 1980 auch ein Heilbadebetrieb geführt wurde. | BDA-Hist.: Q21145627 Status: Bescheid Stand der BDA-Liste: 2025-06-30 Name: Bad Diezlings GstNr.: 2542, 2544/2 Gasthaus zum Bad Diezlings (Hörbranz)                                                 |
| ja   | Datei hochladen | Zollwohnhaus und das Lager- bzw. Wirtschaftsgebäude HERIS-ID: 113242 Objekt-ID: 131519seit 2019 | Grenzstraße 15 Standort KG: Hörbranz             | | BDA-Hist.: Q105647059 Status: Bescheid Stand der BDA-Liste: 2025-06-30 Name: Zollwohnhaus und das Lager- bzw. Wirtschaftsgebäude GstNr.: .338, .432                                                  |
| ja   | Datei hochladen | Kapelle Mariahilf HERIS-ID: 4481 Objekt-ID: 326                                                 | Leiblachstraße Standort KG: Hörbranz             | Die Mariahilf-Kapelle ist ein rechteckiger Bau mit offener Vorhalle, eingezogenem 3⁄8-Chor und achteckigem Glockentürmchen. Der Altar mit neugotischem Aufbau enthält Reliefs vom Ende des 19. Jahrhunderts. | BDA-Hist.: Q37957718 Status: § 2a Stand der BDA-Liste: 2025-06-30 Name: Kapelle Mariahilf GstNr.: .113, 685/1 Kapelle Mariahilf (Hörbranz, Vorarlberg)                                               |
| ja   | Datei hochladen | Gasthaus Zur Traube mit Wirtschaftsgebäude und Bienenbau HERIS-ID: 4486 Objekt-ID: 331          | Lindauer Straße 64 Standort KG: Hörbranz         | Das zweigeschoßige Haus des Paarhofs wurde im Erdgeschoß aus Mauerwerk, im Obergeschoß und Dachgeschoß in Holzbauweise errichtet. Die Eingangsfront ist durch ein Holzgesims mit Zahnschnittleiste gegliedert. | BDA-Hist.: Q37959668 Status: Bescheid Stand der BDA-Liste: 2025-06-30 Name: Gasthaus Zur Traube mit Wirtschaftsgebäude und Bienenbau GstNr.: 205/3, 205/5 Gasthaus zur Traube (Hörbranz, Vorarlberg) |
| ja   | Datei hochladen | Salvatorkolleg Alberloch/Lochau, Hörbranz HERIS-ID: 4480 Objekt-ID: 325                         | Lochauer Straße 107 Standort KG: Hörbranz        | Der Schweizer Architekt August Hardegger baute 1903–1904 das Salvatorkolleg im Stil des Historismus. Der Campanile-artige Turm und die beiden Eckturmrisalite geben dem Gebäude einen mediterranen Akzent. | BDA-Hist.: Q37957243 Status: § 2a Stand der BDA-Liste: 2025-06-30 Name: Salvatorkolleg Alberloch/Lochau, Hörbranz GstNr.: .134/1, .135 Salvator-Kolleg (Hörbranz)                                    |
| ja   | Datei hochladen | Volksschule HERIS-ID: 4483 Objekt-ID: 328                                                       | Schulgasse 3 (Volksschule) Standort KG: Hörbranz | Das Gebäude der Volksschule stammt aus dem Jahr 1955. | BDA-Hist.: Q37958360 Status: § 2a Stand der BDA-Liste: 2025-06-30 Name: Volksschule GstNr.: 20/9 Volksschule Hörbranz                                                                                |
| ja   | Datei hochladen | Kriegerdenkmal HERIS-ID: 4484 Objekt-ID: 329                                                    | Standort KG: Hörbranz                            | Das Kriegerdenkmal für die Opfer der beiden Weltkriege wurde 1963 errichtet, die Pietà von Hubert Fessler auf einem Steinsockel mit Inschrift ist bezeichnet mit H. Fessler 1963. | BDA-Hist.: Q37958902 Status: § 2a Stand der BDA-Liste: 2025-06-30 Name: Kriegerdenkmal GstNr.: .2 Kriegerdenkmal (Hörbranz, Vorarlberg)                                                              |
| ja   | Datei hochladen | Kath. Pfarrkirche hl. Martin HERIS-ID: 4477 Objekt-ID: 322                                      | Standort KG: Hörbranz                            | Pfarrkirche von Hörbranz mit Kreuzwegstationen in der Apsis von Hubert Fessler 1954; Glasmalereien von der K. Bayerischen Hofglasmalerei F.X. Zettler, München 1895. | BDA-Hist.: Q33080329 Status: § 2a Stand der BDA-Liste: 2025-06-30 Name: Kath. Pfarrkirche hl. Martin GstNr.: .1 Pfarrkirche Hörbranz                                                                 |